# Iolana
Iolana és un gènere de lepidòpters papilionoïdeus de la família dels licènids (Lycaenidae), subfamília poliommatins, present als Països Catalans.

## Llista d'espècies
- Iolana alfierii Wiltshire, 1948 - D'Egipte.
- Iolana andreasi Sheljuzhko, 1919 - De l'Iran.
- Iolana gigantea Grum-Grshimailo, 1885 - De l'Afganistan i el Pakistan.
- Iolana iolas Ochsenheimer, 1816 - De l'Àfrica del nord, Europa i Orient Mitjà.

Espècies per confirmar:
- Iolana arjanica Rose, 1979
- Iolana gilgitica Tytler, 1926
- Iolana kermani Dumont Dominique, 2004